# Areley Kings
Areley Kings är en ort i civil parish Stourport-on-Severn, i distriktet Wyre Forest, i grevskapet Worcestershire, i England. Areley Kings var en civil parish fram till 1933 när blev den en del av Stourport on Severn och Astley. Civil parish hade 940 invånare år 1931.